# Эмпайр-Бэй (Новый Южный Уэльс)
Эмпайр-Бэй (англ. Empire Bay) — пригород в Сентрал Косте (Новый Южный Уэльс, Австралия).

## История
Изначально Эмпайр-Бэй назывался Сорренто в честь большого пансионата, который находился в этой местности. Земля была разделена на части в 1905 году. Название изменилось на Эмпайр-Бэй в 1908 году, когда в здании, пристроенном к пансионату, было открыто почтовое отделение. Название было изменено, потому что в штате Виктория уже существовало почтовое отделение под названием Сорренто. Название Эмпайр-Бэй было выбрано потому, что в Содружестве не было другого такого же. Официально название было изменено 24 мая 1908 года. Уильям Хаггарт стал первым почтмейстером.

## Население
Согласно переписи 2011 года, население составляет 2274 человека: 1138 мужчин и 1136 женщин.